# Laudo Hughes
O Laudo Hughes ou  Laudo Arbitral de 1933 refere-se a arbitragem fronteiriça entre Guatemala e Honduras. Através do Laudo Arbitral de Hughes, uma sentença arbitral de um tribunal especial de fronteiras de 1933, resolveu-se o problema fronteiriço guatemalteco-hondurenho.

## Histórico
Em 1928, devido a uma disputa fronteiriça entre Guatemala e Honduras, o governo dos Estados Unidos (atuando como mediador) propôs submeter o caso ao Tribunal Internacional Centro-Americano, instituído pelos tratados de Washington em 1923. A ideia foi aceita pela Guatemala e rechaçada por Honduras, que alegou a falta de competência do órgão para conhecer do assunto.
O território afetado pela disputa estende-se no sentido nordeste, desde as proximidades de Cerro Brujo, montanha na fronteira de El Salvador, até o Golfo de Honduras. A disputa guatemalteco-hondurenha lidava com uma região de população considerável, importantes linhas de transporte e ricos recursos agrícolas. 
Em 1930, ambos os países assinaram o Tratado de Arbitragem Guatemalteco-Hondurenho de 16 de julho de 1930 (Tratado Salazar-Vásquez), através do qual concordaram em estabelecer um tribunal especial para cuja formação seria seguido o procedimento estabelecido para formar o Tribunal Internacional Centro-Americano. Este tribunal especial decidiria, num primeiro momento, se o Tribunal Internacional Centro-Americano era competente para julgar o caso e, em caso afirmativo, tornar-se-ia o Tribunal Internacional Centro-Americano e decidiria sobre o litígio fronteiriço. Caso contrário, julgaria o assunto, mas como um tribunal especial de fronteira.

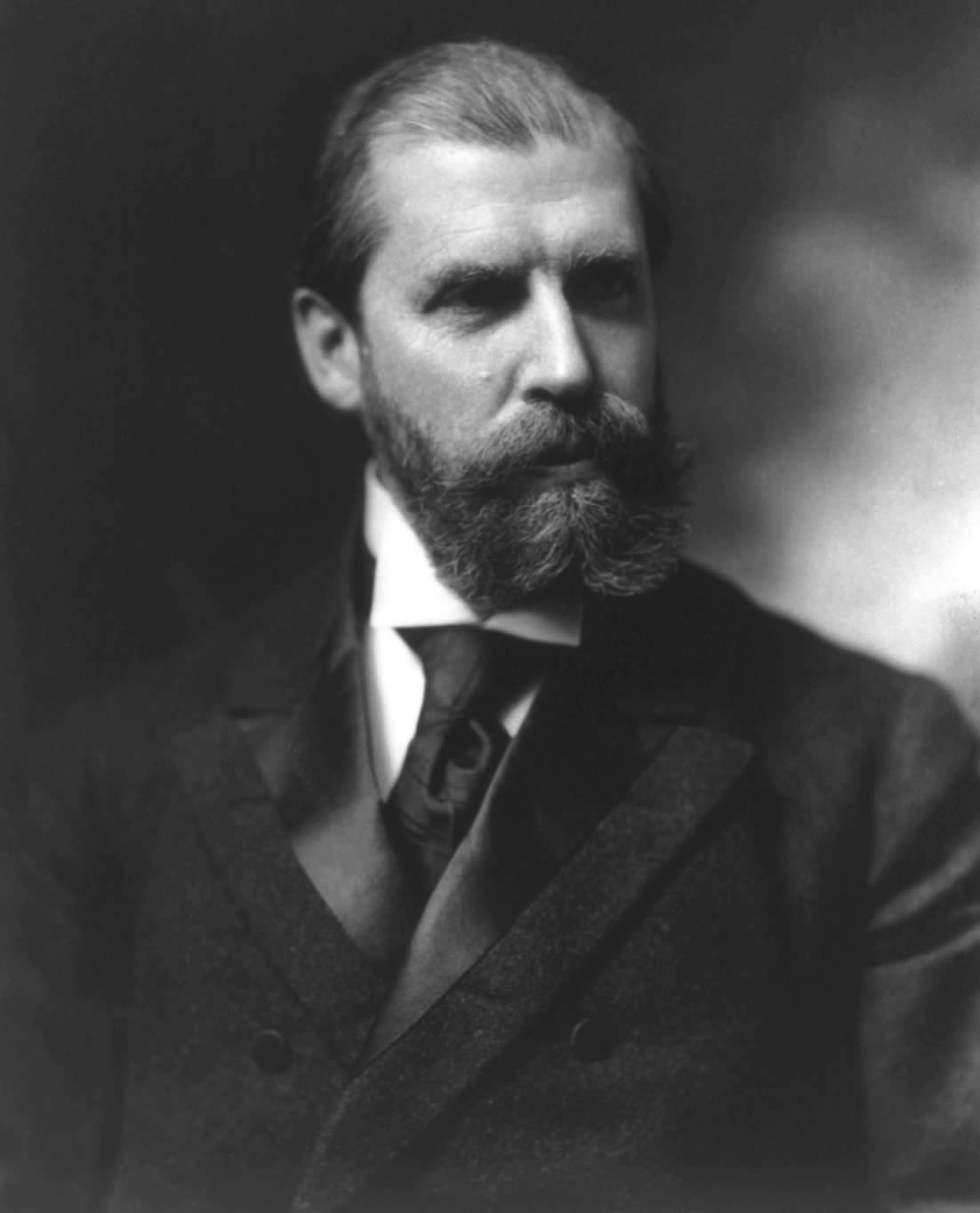
Charles Evans Hughes em 1908.

O jurista chileno Emilio Bello Codesido, o jurista costarriquenho Luis Castro Ureña e o presidente da Suprema Corte dos Estados Unidos Charles Evans Hughes, escolhido para presidir, foram eleitos membros do tribunal especial.
O tribunal especial decidiu que o assunto não poderia ser apreciado pelo Tribunal Internacional Centro-Americano. Através do Laudo Arbitral de Hughes, foi considerado um tribunal especial de fronteira em 20 de janeiro de 1933, aceitando quase inteiramente as teses guatemaltecas. Ambas as partes aceitaram a sentença sem objeções.
Posteriormente, em 23 de janeiro de 1933, uma sentença unânime proferida em Washington, pôs fim a uma disputa centenária resolvida principalmente com base no status quo, não sendo possível apelação.